# Héctor Babenco
Héctor Eduardo Babenco OMC (Mar del Plata, 7 de fevereiro de 1946 — São Paulo, 13 de julho de 2016) foi um cineasta argentino naturalizado brasileiro de ascendência judaico-ucraniana. Foi diretor de filmes como Pixote, a Lei do Mais Fraco e Carandiru, além de O Beijo da Mulher Aranha, pelo qual recebeu a indicação ao Oscar de melhor direção em 1986.

## Biografia
Babenco nasceu na Argentina em 1946 e naturalizou-se brasileiro em 1977. Fez no Brasil uma carreira com filmes importantes, como "Carandiru". O primeiro longa-metragem do cineasta foi "O Rei da Noite" (1975). Estrelado por Paulo José e Marilia Pêra, o longa mostra a história de Tertuliano, narrada por ele mesmo, desde sua infância até a velhice.

#### Vida pessoal
Em 2010 casou-se com a atriz Bárbara Paz. Foi pai de duas filhas, Janka Babenco e Myra Arnaud Babenco, de casamentos anteriores, e dois netos.

### Morte
Morreu na noite de 13 de julho de 2016, após ser internado no dia anterior para tratar de uma sinusite no Hospital Sírio-Libanês, quando teve uma parada cardiorrespiratória, às 22h50.

## Documentário
Bárbara Paz dirigiu o documentário Babenco - Alguém Tem que Ouvir o Coração e Dizer: Parou falando do diretor, seus filmes e com trechos da filmagem de Meu Amigo Hindu. O filme vem ganhando vários prêmios e participando de vários festivais pelo mundo.

## Filmografia
- 1975 - O Rei da Noite
- 1977 - Lúcio Flávio, o Passageiro da Agonia
- 1980 - Pixote, a Lei do Mais Fraco
- 1984 - O Beijo da Mulher Aranha, (que rendeu o Oscar de melhor ator a William Hurt)
- 1987 - Ironweed
- 1990 - Brincando nos Campos do Senhor
- 1998 - Coração Iluminado
- 2003 - Carandiru
- 2007 - O Passado
- 2016 - Meu Amigo Hindu

## Premiações
- Indicado ao Oscar de melhor diretor, por O Beijo da Mulher Aranha (1984).
- Prêmio Leopardo de Prata, no Festival de Locarno, por Pixote: A Lei do Mais Fraco (1980).
- Indicado ao Grande Prêmio Cinema Brasil, na categoria de melhor diretor, por Coração Iluminado (1998).
- Prêmio do Público, na Mostra Internacional de Cinema de São Paulo, por Lúcio Flávio, o Passageiro da Agonia (1977).